# Kapverdisch-osttimoresische Beziehungen
Die Staaten Kap Verde und Osttimor unterhalten freundschaftliche Beziehungen.

## Geschichte
Kap Verde und Osttimor sind beides ehemalige portugiesische Kolonien und Mitglieder der Gemeinschaft der Portugiesischsprachigen Länder (CPLP).
Während Kap Verde nach der Nelkenrevolution in Portugal am 5. Juli 1975 in die Unabhängigkeit entlassen wurde, wurde die einseitige Ausrufung der Unabhängigkeit Osttimors durch die FRETILIN am 28. November 1975 von Portugal zunächst nicht anerkannt. Kap Verde war eine von insgesamt nur zwölf Nationen, die Osttimor als Staat anerkannten. Wenige Tage später begann Indonesien mit der offenen Invasion Osttimors und hielt das Land 24 Jahre lang besetzt.
Seit der endgültigen Unabhängigkeit Osttimors im Jahre 2002 haben Kap Verde und das südostasiatische Land freundschaftliche Beziehungen, vor allem im Rahmen der CPLP.
2005 kam Osttimors Premierminister Marí Alkatiri zum Staatsbesuch nach Kap Verde. Begleitet wurde er von Finanzministerin Madalena Boavida, Justizminister Domingos Sarmento, dem Generalsekretär im Außenministerium Nelson Santos und Osttimors Botschafterin in Lissabon Pascoela Barreto.
Mehrere weitere Minister Osttimors besuchten Kap Verde in den folgenden Jahren, so Finanzministerin Emília Pires 2010 und Bildungsminister João Câncio Freitas 2012.
2012 besuchte als erster Staatspräsident Kap Verdes Jorge Carlos Fonseca Osttimor. Themen seiner Gespräche waren die Zusammenarbeit zwischen Kap Verde und Osttimor in den Bereichen Energie, Informations- und Kommunikationstechnologien, Hochschulbildung und Landwirtschaft. Fonseca war bereits 2000 und 2001 als Berater beim Aufbau des Staatswesens Osttimors während der Übergangsverwaltung der Vereinten Nationen für Osttimor in dem Land.
Beim Besuch von Osttimors Innenminister Longuinhos Monteiro in Praia 2016 sagte er Hilfe bei den Funkproblemen der Nationalpolizei Kap Verdes zu. Weitere Themen waren Verkehrssicherheit, Zivilschutz und Polizeiausbildung. Osttimor wollte dazu zur Unterstützung Kap Verdes Personal für einige Monate abstellen.
2017 vereinbarten die kapverdische Bildungsministerin Maritza Rosabal mit ihrem osttimoresischen Kollegen António da Conceição die Entsendung von 16 kapverdischen Lehrern nach Osttimor. Sie sollen beim Portugiesischunterricht in dem südostasiatischen Land helfen, bei dem es noch immer Defizite gibt. Gleichzeitig sollten ab 2017 43 osttimoresische Studenten an Universitäten in Kap Verde unterrichtet werden.
Die langjährige kapverdische Ministerin Cristina Fontes Lima arbeitet als Beraterin für die osttimoresische Regierung.

## Diplomatie
Natália Carrascalão Antunes, osttimoresische Botschafterin in Lissabon, war neben Portugal und Spanien ab dem 18. November 2009 als erste osttimoresische Diplomatin auch für Kap Verde akkreditiert. Damit war Osttimor nach Angola erst die zweite ehemalige portugiesische Kolonie, die auf Botschafterebene in Kap Verde vertreten ist.

## Einreisebestimmungen
Seit 2015 ist die Visapflicht zwischen Kap Verde und Osttimor aufgehoben.

## Wirtschaft
Für 2018 gibt das Statistische Amt Osttimors keine Handelsbeziehungen zwischen Kap Verde und Osttimor an.